# 2.ª etapa do Giro d'Italia de 2019
A 2.ª etapa do Giro d'Italia de 2019 decorreu em 12 de maio de 2019 entre Bolonha e Fucecchio sobre um percurso de 200 km e foi vencida ao sprint pelo ciclista alemão Pascal Ackermann da equipa Bora-Hansgrohe. O ciclista esloveno Primož Roglič do Jumbo-Visma conservou a Maglia Rosa.

## Classificação da etapa
| \| Classificação por etapas \| Classificação por etapas \| Classificação por etapas \| Classificação por etapas \| Classificação por etapas \| \| Ciclista \| Ciclista \| Equipe \| Tempo \| \| \| ------------------------ \| ------------------------ \| ------------------------ \| ------------------------ \| ------------------------ \| \| 1. \| Pascal Ackermann \| Bora-Hansgrohe \| 4h44m43s \| \| \| 2. \| Elia Viviani \| Deceuninck-Quick Step \| + 0s \| \| \| 3. \| Caleb Ewan \| Lotto-Soudal \| + 0s \| \| \| 4. \| Fernando Gaviria \| UAE Team Emirates \| + 0s \| \| \| 5. \| Arnaud Démare \| Groupama-FDJ \| + 0s \| \| \| 6. \| Davide Cimolai \| Israel Cycling Academy \| + 0s \| \| \| 7. \| Viacheslav Kuznetsov \| Katusha-Alpecin \| + 0s \| \| \| 8. \| Jasper De Buyst \| Lotto-Soudal \| + 0s \| \| \| 9. \| Kristian Sbaragli \| Israel Cycling Academy \| + 0s \| \| \| 10. \| Rüdiger Selig \| Bora-Hansgrohe \| + 0s \| \| |                      |                        |          |
| |                      |                        |          |
| Fonte: ProCyclingStats |                      |                        |          |
| Classificação por etapas |                      |                        |          |
| Ciclista | Ciclista             | Equipe                 | Tempo    |
| 1. | Pascal Ackermann     | Bora-Hansgrohe         | 4h44m43s |
| 2. | Elia Viviani         | Deceuninck-Quick Step  | + 0s     |
| 3. | Caleb Ewan           | Lotto-Soudal           | + 0s     |
| 4. | Fernando Gaviria     | UAE Team Emirates      | + 0s     |
| 5. | Arnaud Démare        | Groupama-FDJ           | + 0s     |
| 6. | Davide Cimolai       | Israel Cycling Academy | + 0s     |
| 7. | Viacheslav Kuznetsov | Katusha-Alpecin        | + 0s     |
| 8. | Jasper De Buyst      | Lotto-Soudal           | + 0s     |
| 9. | Kristian Sbaragli    | Israel Cycling Academy | + 0s     |
| 10. | Rüdiger Selig        | Bora-Hansgrohe         | + 0s     |

## Classificações ao final da etapa

### Classificação geral(Maglia Rosa)
| \| Classificação geral \| Classificação geral \| Classificação geral \| Classificação geral \| Classificação geral \| \| Ciclista \| Ciclista \| Equipe \| Tempo \| \| \| ------------------- \| ------------------- \| ------------------- \| ------------------- \| ------------------- \| \| 1. \| Primož Roglič \| Team Jumbo-Visma \| 4h57m42s \| \| \| 2. \| Simon Yates \| Mitchelton-Scott \| + 19s \| \| \| 3. \| Vincenzo Nibali \| Bahrain-Merida \| + 23s \| \| \| 4. \| Miguel Ángel López \| Astana \| + 28s \| \| \| 5. \| Tom Dumoulin \| Team Sunweb \| + 28s \| \| \| 6. \| Rafał Majka \| Bora-Hansgrohe \| + 33s \| \| \| 7. \| Tao Geoghegan Hart \| Team Ineos \| + 35s \| \| \| 8. \| Bauke Mollema \| Trek-Segafredo \| + 39s \| \| \| 9. \| Damiano Caruso \| Bahrain-Merida \| + 40s \| \| \| 10. \| Pello Bilbao \| Astana \| + 42s \| \| |                    |                  |          |
| |                    |                  |          |
| Fonte: ProCyclingStats |                    |                  |          |
| Classificação geral |                    |                  |          |
| Ciclista | Ciclista           | Equipe           | Tempo    |
| 1. | Primož Roglič      | Team Jumbo-Visma | 4h57m42s |
| 2. | Simon Yates        | Mitchelton-Scott | + 19s    |
| 3. | Vincenzo Nibali    | Bahrain-Merida   | + 23s    |
| 4. | Miguel Ángel López | Astana           | + 28s    |
| 5. | Tom Dumoulin       | Team Sunweb      | + 28s    |
| 6. | Rafał Majka        | Bora-Hansgrohe   | + 33s    |
| 7. | Tao Geoghegan Hart | Team Ineos       | + 35s    |
| 8. | Bauke Mollema      | Trek-Segafredo   | + 39s    |
| 9. | Damiano Caruso     | Bahrain-Merida   | + 40s    |
| 10. | Pello Bilbao       | Astana           | + 42s    |

### Classificação por pontos(Maglia Ciclamino)
| Classificação por pontos | Classificação por pontos | Classificação por pontos    | Classificação por pontos | Classificação por pontos |
| Ciclista                 | Ciclista                 | Equipe                      | Pontos                   |                          |
| ------------------------ | ------------------------ | --------------------------- | ------------------------ | ------------------------ |
| 1.                       | Pascal Ackermann         | Bora-Hansgrohe              | 25 pts                   |                          |
| 2.                       | Elia Viviani             | Deceuninck-Quick Step       | 18 pts                   |                          |
| 3.                       | Primož Roglič            | Team Jumbo-Visma            | 15 pts                   |                          |
| 4.                       | Marco Frapporti          | Androni Giocattoli-Sidermec | 12 pts                   |                          |
| 5.                       | Simon Yates              | Mitchelton-Scott            | 12 pts                   |                          |
| 6.                       | Caleb Ewan               | Lotto-Soudal                | 12 pts                   |                          |
| 7.                       | Vincenzo Nibali          | Bahrain-Merida              | 9 pts                    |                          |
| 8.                       | Damiano Cima             | Nippo-Vini Fantini-Faizanè  | 8 pts                    |                          |
| 9.                       | Fernando Gaviria         | UAE Team Emirates           | 8 pts                    |                          |
| 10.                      | Miguel Ángel López       | Astana                      | 7 pts                    |                          |

### Classificação da montanha(Maglia Azzurra)
| Classificação da montanha | Classificação da montanha | Classificação da montanha   | Classificação da montanha | Classificação da montanha |
| Ciclista                  | Ciclista                  | Equipe                      | Pontos                    |                           |
| ------------------------- | ------------------------- | --------------------------- | ------------------------- | ------------------------- |
| 1.                        | Giulio Ciccone            | Trek-Segafredo              | 21 pts                    |                           |
| 2.                        | François Bidard           | AG2R La Mondiale            | 6 pts                     |                           |
| 3.                        | Primož Roglič             | Team Jumbo-Visma            | 4 pts                     |                           |
| 4.                        | Łukasz Owsian             | CCC Team                    | 3 pts                     |                           |
| 5.                        | Simon Yates               | Mitchelton-Scott            | 2 pts                     |                           |
| 6.                        | Rafał Majka               | Bora-Hansgrohe              | 1 pt                      |                           |
| 7.                        | Marco Frapporti           | Androni Giocattoli-Sidermec | 1 pt                      |                           |

### Classificação dos jovens(Maglia Bianca)
| Classificação dos jovens | Classificação dos jovens | Classificação dos jovens | Classificação dos jovens | Classificação dos jovens |
| Ciclista                 | Ciclista                 | Equipe                   | Tempo                    |                          |
| ------------------------ | ------------------------ | ------------------------ | ------------------------ | ------------------------ |
| 1.                       | Miguel Ángel López       | Astana                   | 4h58m10s                 |                          |
| 2.                       | Tao Geoghegan Hart       | Team Ineos               | + 7s                     |                          |
| 3.                       | Hugh Carthy              | EF Education First       | + 19s                    |                          |
| 4.                       | James Knox               | Deceuninck-Quick Step    | + 29s                    |                          |
| 5.                       | Pavel Sivakov            | Team Ineos               | + 33s                    |                          |
| 6.                       | Ben O'Connor             | Dimension Data           | + 44s                    |                          |
| 7.                       | Robert Power             | Team Sunweb              | + 45s                    |                          |
| 8.                       | Edward Dunbar            | Team Ineos               | + 46s                    |                          |
| 9.                       | Jai Hindley              | Team Sunweb              | + 1m03s                  |                          |
| 10.                      | Nicola Conci             | Trek-Segafredo           | + 1m04s                  |                          |

### Classificação por equipas"Super Team"
| Classificação por equipes | Classificação por equipes | Classificação por equipes | Classificação por equipes |
| Equipe                    | Equipe                    | Tempo                     |                           |
| ------------------------- | ------------------------- | ------------------------- | ------------------------- |
| 1.                        | Team Jumbo-Visma          | 14h54m47s                 |                           |
| 2.                        | Bahrain-Merida            | + 15s                     |                           |
| 3.                        | Astana                    | + 28s                     |                           |
| 4.                        | Mitchelton-Scott          | + 36s                     |                           |
| 5.                        | Bora-hansgrohe            | + 41s                     |                           |
| 6.                        | Team Sunweb               | + 54s                     |                           |
| 7.                        | Deceuninck-Quick Step     | + 1m01s                   |                           |
| 8.                        | EF Education First        | + 1m06s                   |                           |
| 9.                        | Ineos                     | + 1m09s                   |                           |
| 10.                       | UAE Team Emirates         | + 1m16s                   |                           |